# Lasiocercis fuscosignatus
Lasiocercis fuscosignatus là một loài bọ cánh cứng trong họ Cerambycidae.